# Mariedamm
Mariedamm är en småort i Askersunds kommun belägen i södra delen av Lerbäcks socken. 
I Mariedamm ligger Mariedamms kapell. Här finns även Trehörnings masugn som är en av Sveriges bäst bevarade mulltimmerhyttor. 
Orten genomkorsas av järnvägen Hallsberg-Mjölby.
Namnet kommer av den masugnsdamm som under 1600-talet fanns vid Skeppsjöns utlopp. Platsen hette Dammen, från 1715 södra Dammen. Enligt uppgift skall platsen fått namnet Mariedam efter en ägares hustru. I Erik Tunelds geografis 8:e upplaga 1828 anges en herrgård finnas på platsen. Mariedamm tillhörde i början av 1800-talet familjen Grill vid Godegårds bruk. Det anges då bestå av 1/8 mantal.
Då Hallsberg–Motala–Mjölby Järnväg 1871-1873 byggdes anlades en station med namnet Mariedam någon kilometer norr om herrgården. Runt denna, dels på Mariedamms och dels på byn Norra Björnfalls ägor uppstod därefter ett stationssamhälle. 1930 invigdes Mariedamms kapell.

## Befolkningsutveckling
| Befolkningsutvecklingen i Mariedamm 1950–2015 Under 1900-talet uppstod här ett stationssamhälle huvudsakligen på Mariedamms och byn Norra | Befolkningsutvecklingen i Mariedamm 1950–2015 Under 1900-talet uppstod här ett stationssamhälle huvudsakligen på Mariedamms och byn Norra | Befolkningsutvecklingen i Mariedamm 1950–2015 Under 1900-talet uppstod här ett stationssamhälle huvudsakligen på Mariedamms och byn Norra | Befolkningsutvecklingen i Mariedamm 1950–2015 Under 1900-talet uppstod här ett stationssamhälle huvudsakligen på Mariedamms och byn Norra | Befolkningsutvecklingen i Mariedamm 1950–2015 Under 1900-talet uppstod här ett stationssamhälle huvudsakligen på Mariedamms och byn Norra |
| --- | --- | --- | --- | --- |
| | | | | |
| År | | | Folkmängd | Areal (ha) |
| 1950 | 1950 | | 300 | |
| 1960 | 1960 | | 232 | |
| 1965 | 1965 | | 258 | |
| 1970 | 1970 | | 212 | |
| 1990 | 1990 | | 179 | 70# |
| 1995 | 1995 | | 164 | 46# |
| 2000 | 2000 | | 134 | 34# |
| 2005 | 2005 | | 141 | 46# |
| 2010 | 2010 | | 134 | 45# |
| 2015 | 2015 | | 104 | 39# |
| Anm.: Upphörde som tätort 1975. # Som småort.                                                                                             | | | | |

## Sport
I orten finns fotbollslaget Närkesberg/Mariedamm FF och fotbollsplanen heter Björkviksvallen.

## I media
- Dokumentärfilmen Mariedamm – en dag, ett år, ett liv